# Juan B. Izaguirre
Gral. Juan B. Izaguirre fue un militar mexicano que participó en la Revolución mexicana. Nació en Chihuahua. Militó en el constitucionalismo desde sus inicios, llegando a ser General de División con antigüedad de 1 de agosto de 1927 y comandante de la guarnición de Nogales, Sonora. 